# Michel d'Orléans
Michel Joseph Benoît Marie d’Orléans, comte d’Évreux, est né le 25 juin 1941 à l’hôpital Lyautey de Rabat, au Maroc alors sous protectorat français. C’est un membre de la maison d’Orléans et un ancien grand maître ad interim de l’une des branches de l’ordre militaire et hospitalier de Saint-Lazare.

## Famille
Michel d'Orléans est le troisième fils du comte de Paris, Henri d'Orléans (1908-1999), prétendant orléaniste au trône de France, et de son épouse Isabelle d'Orléans-Bragance (1911-2003).
Michel a dix frères et sœurs, parmi lesquels un frère jumeau puîné, Jacques d'Orléans, duc d'Orléans, que leur père, feu le comte de Paris, a déplacé dans l'ordre de succession avant lui. Cet ordre de succession a été ensuite confirmé en 1999 par leur frère, nouveau chef de la maison d'Orléans, à la mort de leur père,.
Le 18 novembre 1967, Michel d'Orléans épouse, à Casablanca, au Maroc, Béatrice Pasquier de Franclieu (née en 1941), fille du comte Bruno Pasquier de Franclieu (1914-1944) et de son épouse Jacqueline Térisse (1918-1999, remariée en 1946 à Michel O'Neill). Le comte et la comtesse d'Évreux sont séparés depuis 1994. Le 28 novembre 2012, la Cour d'appel de Paris officialise leur divorce.
De cette union sont nés quatre enfants, d'abord exclus de la succession orléaniste à la couronne de France et privés du prédicat de courtoisie d'altesse royale ainsi que du titre de courtoisie de prince (ou princesse) par leur grand-père mais réintégrés dans leurs « droits dynastiques » par leur oncle :
- 1. Clotilde d'Orléans (née le 28 décembre 1968), Mademoiselle d'Évreux[7], qui épouse, en 1993, Édouard Crépy (né en 1969), dont :
  1. Louis-Nicolas Crépy (né en 1995), fiancé le 20 novembre 2022, puis marié le 14 octobre 2023 avec Carolina Torio Ballester[8]
  2. Charles-Édouard Crépy (né en 1996), fiancé le 25 février 2023 avec Anna-Magdalena Goebel[9]
  3. Gaspard-Marie Crépy (né en 1999)
  4. Augustin Crépy (né en 2005)
  5. Éléonore Crépy (née en 2007)
- 2. Adélaïde d'Orléans (née le 11 septembre 1971), Mademoiselle Adélaïde d'Évreux[7], qui s'unit, en 2002, à Pierre-Louis Dailly (né en 1968), petit-fils d'Étienne Dailly, dont :
  1. Diego Dailly (né en 2003)
  2. Almudena Dailly (née en 2004)
  3. Gaetano Dailly (né en 2009)
- 3. Charles-Philippe d'Orléans (né le 3 mars 1973), comte Charles-Philippe d'Évreux[7]puis duc d'Anjou (2004), épouse en 2008 (divorce le 29 novembre 2022[10]) la capétienne portugaise Diana Álvares Pereira de Melo (née en 1978), duchesse de Cadaval. Il se remarie civilement (et sans le consentement du chef de la maison de France[11]) avec Naomi-Valeska Salz (née en 1981, veuve d'Otto Kern[12]) le 9 septembre 2023[13],[12]. De son premier mariage est née :
  1. Isabelle d'Orléans (née le 22 février 2012)
- 4. François d'Orléans (né le 10 février 1982), comte François d'Évreux[14] puis comte de Dreux (2014), épouse en 2014 l'aristocrate allemande Theresa von Einsiedel (née en 1984), descendante de Florestan Ier, prince de Monaco, et de Guillaume IV, grand-duc de Luxembourg, dont :
  1. Philippe d'Orléans (né le 5 mai 2017)
  2. Marie-Amélie d'Orléans (née le 8 février 2019)
  3. Raphaël d'Orléans (né le 4 septembre 2021[15])
  4. Nicolas d'Orléans (né en 2025[16]

Le comte d'Évreux épouse en secondes noces, le 29 avril 2017 à Paris 16e,,, Barbara Jeanne Louise Anne Joséphine Elisabeth Françoise Marie de Posch-Pastor (née le 2 mai 1952 à Madrid), fille de Eric de Posch-Pastor et de Silvia Rodríguez de Rivas de Castilleja de Guzmán, elle-même précédemment mariée avec Henri de Castellane puis Boson de Talleyrand-Périgord. Barbara de Posch-Pastor a été mariée en premières noces à Gilles Hennessy (fils de Kilian Hennessy), dont quatre enfants, ensuite à Fabien Nordmann, puis à Michel Roche (1950-2004). Elle est l'arrière-petite-fille du diplomate autrichien Ludwig von Pastor.

## Biographie

### Enfance et adolescence
Le 25 juin 1941 Michel et Jacques d’Orléans voient le jour à l'hôpital Lyautey à Rabat, au Maroc français, alors que leur père est encore interdit de séjour en métropole par la Loi d'exil de 1886. Ondoyés le jour de leur naissance, les jumeaux sont baptisés le 27 juillet 1941 dans la cathédrale Saint-Pierre de Rabat par l'évêque Louis-Amédée Lefèvre, alors père franciscain. Michel est le filleul des ouvriers de France.  
Après cinq années dans le protectorat, ils partent, en juillet 1946, au Portugal, où ils s’installent, avec le reste de leur famille, à la Quinta do Anjinho, à Sintra. Terrorisés par leur père, ceux que leurs partisans appellent les « Enfants de France » deviennent turbulents et, parfois même, violents. À l’âge de onze ans, Michel plante ainsi accidentellement un couteau dans le mollet gauche de sa sœur Anne alors qu’il se dispute avec son frère jumeau. Consterné par l’attitude de sa progéniture, le « comte de Paris » finit par éloigner plusieurs de ses enfants du foyer familial. De septembre 1952 à juillet 1956, Michel et Jacques sont ainsi envoyés dans des pensionnats français, d’où ils finissent toujours par être renvoyés, avant d’être séparés à la rentrée scolaire 1954 puis confiés ensemble à un précepteur particulier en 1956. Cependant, les enfants finissent par revenir au Portugal lorsqu’est ouvert le lycée français Charles-Lepierre de Lisbonne, à la rentrée 1956. C’est donc dans ce pays que Michel d’Orléans obtient son baccalauréat en 1960, à la différence de son frère Jacques, recalé.

### Formation universitaire et mariage
Michel d'Orléans retourne ensuite à Paris pour y effectuer ses études universitaires. Il s'inscrit à la Faculté des Sciences de Paris-Orsay et en ressort, trois ans plus tard, avec une licence en Mathématiques, Physique et Chimie. En 1964, il fait la connaissance de Béatrice Pasquier de Franclieu, alors journaliste au Women's Wear Daily, lors d’une réception organisée près d’Olivet. Rapidement, les deux jeunes gens se lient d'amitié puis commencent à se fréquenter. Issue de la vieille noblesse catholique, la jeune fille semble posséder tous les atouts pour séduire le chef de la maison d'Orléans et être acceptée comme sa belle-fille. Mais son père, dont elle était orpheline alors qu'elle avait à peine 3 ans, avait été vichyste et proche du maréchal Pétain. Le comte de Paris, soucieux pour lui-même de ne pas associer sa famille au souvenir de la Collaboration, interdit à son fils de fréquenter Béatrice. Il rappelle aussi dans un acte du 14 février 1967 les conditions à remplir pour que leurs mariages soient reconnus et leur progéniture dynaste. Amoureux, le jeune homme ne cède pas et décide finalement d’épouser l’élue de son cœur au Maroc, en 1967.

### Différend avec son père
Les conséquences de cette fronde ne se font pas attendre. Michel d'Orléans est exclu, avec tous ses futurs descendants, de la succession au trône de France par son père. Par ailleurs, aucun des membres de sa famille n’assiste à son mariage, excepté un cousin du comte de Paris, Charles-Philippe d’Orléans, duc de Nemours. Deux ans plus tard, en 1969, son père confère le titre de courtoisie de duc d'Orléans à Jacques, qui est pourtant le cadet de Michel, afin de réaffirmer l'exclusion de ce dernier de la famille royale.
La rupture entre le chef de la maison d'Orléans et son fils est ensuite longue à cicatriser. Il faut en effet attendre l'année 1978 pour que Michel d'Orléans et son épouse Béatrice soient finalement « pardonnés » par le comte de Paris et reçoivent en guise de réconciliation les titres de courtoisie de comte et comtesse d’Évreux. Mais, même après cela, Michel d'Orléans n'est que partiellement réintégré à la maison d'Orléans et demeure exclu, ainsi que ses descendants, de la succession orléaniste. Voici ici citée l'« ordonnance » prise par le prétendant orléaniste à cette occasion :
En application de l’acte du 14 février 1967 et de celui du 10 décembre 1976, le titre de Comte d’Évreux est conféré à Son Altesse Royale le Prince Michel d’Orléans, Fils de France, et à la postérité issue de son mariage avec Mademoiselle Béatrice Pasquier de Franclieu.
En conséquence, Son Altesse Royale le Prince Michel d’Orléans portera le titre de Comte d’Évreux ; son épouse celui de Comtesse d’Évreux ; leurs descendants mâles aînés porteront, après la mort de leur père, le titre de Comte d’Évreux ; les cadets celui de Comte N. d’Évreux.
Le Comte d’Évreux portera comme armes :
D’azur à trois fleurs de lis d’or à la bande componée d’argent et de gueules.
Couronne des issus de France.
Tenants : deux anges. 

### Fonctions dans l’«ordre de Saint-Lazare»
L’exclusion de Michel d’Orléans de la famille royale ne l’empêche pas de garder sa place au sein des cercles monarchistes français. Entre 1969 et 1970, il est ainsi nommé coadjuteur du duc de Nemours qui est 46e grand maître de l'une des branches de l’ordre militaire et hospitalier de Saint-Lazare. Après la mort de son cousin, Michel d’Orléans assure en outre l’intérim à la tête de l’« ordre », et cela jusqu’en 1973, date à laquelle il démissionne du fait de l’élection de Francisco de Borbón y Borbón comme nouveau grand maître.

### Vie privée et professionnelle
Après leur mariage, Michel et Béatrice vivent au Maroc, où il est attaché de direction dans une entreprise de travaux publics, puis en Grande-Bretagne, de 1970 à 1973, et enfin à Madrid, à partir de 1973. En 1986, il quitte la société qui l’employait et est engagé par le groupe Accor, dont il dirige la délégation madrilène. De son côté, la comtesse d’Évreux entre chez Christian Dior en 1985 et ne tarde pas à y être nommée directrice pour l’Espagne et le Portugal. Cette fonction prestigieuse permet à son épouse d’être régulièrement placée sous les feux des projecteurs et de devenir ainsi l’une des personnalités incontournables du gotha espagnol.
Mais alors que sa femme semble connaître de plus en plus de succès dans sa vie professionnelle, le comte d'Évreux perd son emploi et des dissensions se font jour au sein du couple. Les deux époux décident donc de se séparer en février 1994 avant de divorcer en 2012 (décision de la cour d'appel de Paris). Michel d'Orléans regagne la France en 1994, il trouve un emploi au conseil général des Hauts-de-Seine, tandis que sa femme reste vivre à Madrid, où elle publie plusieurs ouvrages. Michel d'Orléans travaille à l'institut des Hauts-de-Seine de 1999 à 2006 puis il en est membre du bureau en tant que secrétaire général adjoint.

### Réintégration dans la «famille royale»
Peu de temps après le décès de son père, le comte de Paris, le 19 juin 1999, le comte d'Évreux et ses enfants sont réintégrés dans la maison d'Orléans par le nouveau chef de la famille, Henri d'Orléans (1933-2019), comte de Paris et duc de France. Toutefois, Michel d’Orléans ne retrouve pas son rang de frère jumeau aîné et le prince Jacques, duc d’Orléans, continue à le précéder dans l'ordre de succession au trône,.

## Titulature et décorations

### Titulature
Les titres portés actuellement par les membres de la maison d’Orléans n’ont pas d’existence juridique en France et sont considérés comme des titres de courtoisie. Ils sont attribués par le « chef de maison ».
- 25 juin 1941 - 10 décembre 1976: Son Altesse Royale le prince Michel d'Orléans (naissance) ;
- depuis le 10 décembre 1976 : Son Altesse Royale le comte d’Évreux.

### Décorations dynastiques étrangères
- Grand-croix de justice de l’ordre militaire et hospitalier de Saint-Lazare[39]